# Glostrup (stacja kolejowa)
Glostrup – stacja kolejowa w Glostrup, w Danii. Znajdują się tu 2 perony.